# Chercos
Chercos er en by og kommune i det sydøstlige Spanien i provinsen Almería. Den har et indbyggertal på 303 (2024) indbyggere.